# Sinagoga de Yeniköy
La Sinagoga de Yeniköy es una sinagoga que se encuentra cerca del Bósforo, en el barrio de Yeniköy (distrito de Sarıyer) en Estambul, Turquía. La sinagoga fue construida por Abraham Salomon Camondo, a finales del siglo XIX, el templo ha sido rejuvenecido recientemente, por la renovada presencia de judíos que se han mudado a la zona. Solo se reza en este templo durante las festividades judías y en Shabat.